# Citizen science

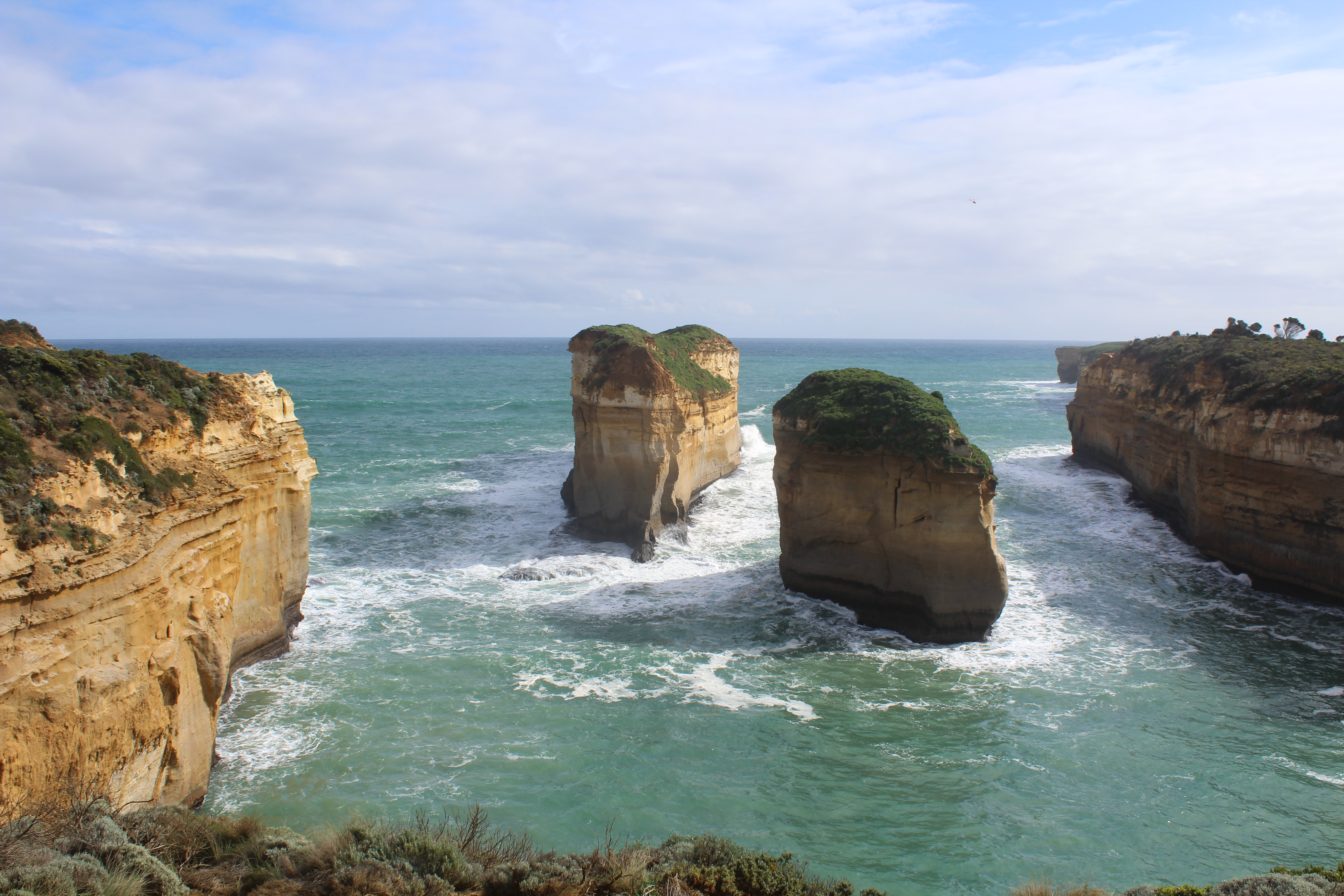
Un arco naturale crollato nel Twelve Apostles National Maritime Park, Australia

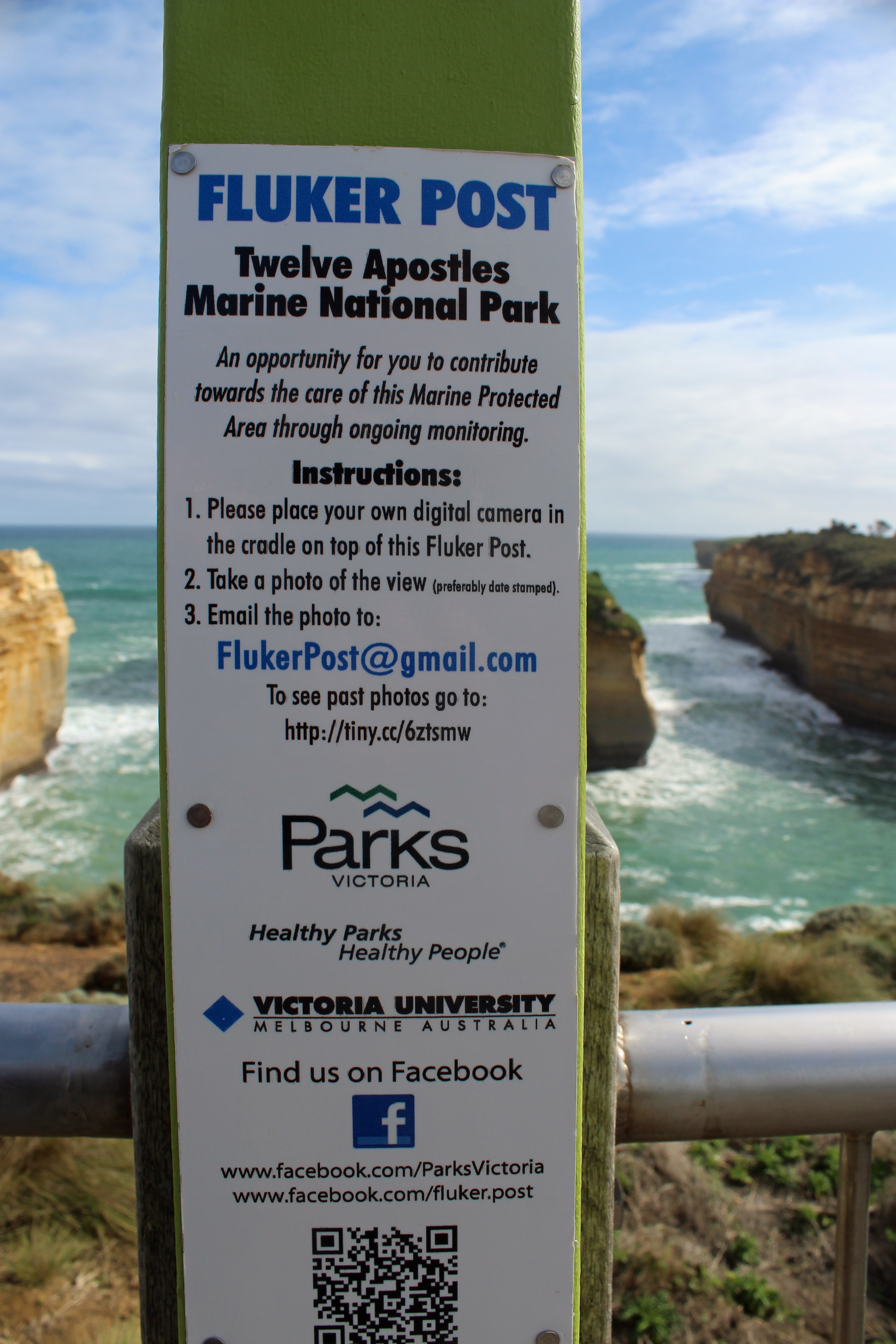
Camera Cradle (Fulker Post MP02) per registrare il crollo dell'arco

Il termine citizen science (letteralmente, scienza dei cittadini in inglese) indica quel complesso di attività collegate ad una ricerca scientifica a cui partecipano semplici cittadini dilettanti (citizen scientist).
Il primo esempio di progetto di citizen science viene ritenuto il conteggio ornitologico degli uccelli dal 1900 in poi il giorno di Natale, promosso  dalla National  Audubon  Society negli  Stati Uniti .

## Definizioni
La Citizen science (termine coniato negli anni '90 del secolo scorso) viene definita in diversi modi poiché ha origini multiple e deriva da diversi concetti. L’Oxford English Dictionary nel 2014 l’ha definita come "attività scientifica condotta da membri del pubblico indistinto in collaborazione con scienziati o sotto la direzione di scienziati professionisti e istituzioni scientifiche".
La definizione fornita dall’Oxford English Dictionary descrive una Citizen science avendo ben presente e riferendosi a tutti quei progetti in cui i partecipanti raccolgono e condividono dati e osservazioni, spesso su vaste aree geografiche o su lunghi periodi di tempo, o a quelli in cui migliaia di persone, lavorando on line, aiutano a processare quantità inimmaginabili di dati come nella classificazione di immagini o nella trascrizione di testi. Tuttavia la Citizen science, come fanno notare Bonney, Cooper e Ballard, è riferibile anche ad altro nel momento in cui permette a semplici cittadini di porre domande e fornire risposte su importanti questioni scientifiche o ad indirizzare l’attenzione pubblica su questioni ambientali, sulla salute pubblica o sulla gestione delle risorse naturali favorendo collaborazioni tra comunità di cittadini e istituzioni scientifiche (Haklay, M).
La Citizen science, ancora,  può anche favorire l’incontro tra maker e hacker aprendo nuove frontiere per la realizzazione di hardware libero e software libero come è accaduto in alcuni progetti di monitoraggio ambientale e sismico (Wiley et al.).
Così come può andare anche oltre l’analisi dei dati,  ad esempio costruendo un vasto sistema di calcolo virtuale mediante la condivisione in rete delle disponibilità computazionali dei partecipanti o anche sfruttando la loro immaginazione e la loro creatività mediante giochi scientifici e risoluzione di puzzle (Curtis).
La Citizen science, dunque,  attraverso le sue innumerevoli configurazioni di processi collaborativi ha le potenzialità per configurare nuove vie di risoluzione di grandi problemi e fondamentalmente di cambiare la relazione tra scienza e società.
In OpenScientist.org viene data una definizione operativa in cui la Citizen science è quella "attività scientifica in cui scienziati non professionisti volontariamente partecipano alla raccolta ed analisi di dati, allo sviluppo di tecnologie, alla valutazione di fenomeni naturali, alla disseminazione delle stesse attività". Ulteriori definizioni della Citizen science, in funzione della prospettiva in cui viene collocata, sono quelle fornite da Bruce Lewenstein il quale la individua come la “partecipazione di non scienziati nel processo di raccolta ed analisi di dati secondo specifici protocolli”,  “l’impegno di non scienziati in veri processi decisionali su questioni politiche in riferimento ad a temi a carattere tecnico e scientifico” e “l’impegno dei ricercatori nei processi democratici e politici”.
La citizen science è talvolta chiamata "partecipazione del pubblico nella ricerca scientifica".
Accanto e specularmente alla definizione di Citizen science vi è quella di Citizen scientist. Nel 2009 Jonhatan Silvertown individuava il Citizen scientist come un volontario che raccoglie e processa dati parte di una ricerca scientifica. Nello stesso articolo rilevando che i progetti di Citizen science stessero crescendo in numero evidenziava che le radici della Citizen science andassero ricercati agli albori della scienza moderna.
Nel progetto Socientize finanziato dal VII Programma Quadro dell’Unione Europea si individuavano i Citizen scientist come attori attivi nei processi scientifici con compiti che spaziano dalla semplice condivisione delle proprie risorse computazionali alla proposizione di nuove linee di ricerca considerandoli come parte di una nuova e aperta infrastruttura scientifica (c-infrastructure).
Alcuni progetti tipici della citizen science sfruttano le potenzialità della rete internet ad esempio per segnalare, monitorare e catalogare la presenza di particolari specie animali o vegetali in determinate aree geografiche, in particolare nella ricerca di una mappatura e inventario delle specie e rischio di estinzione e delle specie aliene.

## Aspetti educativi
La Citizen science per come è partecipata dai singoli cittadini ha, intrinsecamente,  una grande valenza in campo educativo. Molti progetti attualmente attivi, oltre agli aspetti educativi sul fronte degli apprendimenti informali,  prevedono azioni specificatamente rivolte all’educazione, come, ad esempio, in Zooniverse.  L’Office of Science and Technology Policy, ente governativo statunitense, ha pubblicato nel marzo del 2015 un documento intitolato "Empowering Students and Others through Citizen Science and Crowdsourcing" nel quale afferma che la Citizen science rappresenti un potente strumento per far acquisire agli studenti quelle particolari competenze per eccellere nel campo delle scienze, della tecnologia e della matematica in quanto i partecipanti ai progetti di citizen science acquisiscono competenze realizzando “vera” scienza anche al di fuori dell’ambito strettamente scolastico invitando, nel contempo, a sviluppare sempre più numerosi progetti di Citizen science.
D'altra parte recentemente si è incominciato, nell'ambito della ricerca educativa,  anche a valutare la valenza della citizen science nell'ambito del trasformative learning in cui gli allievi reinterpretano il senso dell'esperienza per la costruzione di significato e apprendimento.

## Tipologie di attività
Poiché la Citizen science si pratica in numerosi campi e in svariate discipline scientifiche sono stati proposti differenti ambiti di intervento e attività.
Una classificazione in termini di impegno da parte dei partecipanti è stata proposta da Muki Hacklay in Citizen Science and Policy: A European Perspective che riconosce i seguenti tipi di attività:
- Rilevazioni passive (Passive sensing):  si basa sul fatto che i partecipanti mettono a disposizione una risorsa (ad esempio il proprio cellulare o uno spazio del proprio cortile) per effettuare delle rilevazioni in automatico mediante sensori appositi. Le informazioni ottenute vengono quindi inviate agli scienziati per una loro analisi e utilizzo. Un tipico esempio è Flightradar24 in cui le informazioni sui voli attivi in una determinata area vengono forniti da volontari che hanno installato presso le loro case dei ricevitori ADS-B che ricevono segnali inviati dai trasponder dei velivoli.
- Volunteer Thinking: in cui i partecipanti contribuiscono al progetto utilizzando le proprie abilità nel riconoscere forme o analizzare informazioni. Generalmente in questo tipo di progetto i compiti sono abbastanza standardizzati in modo che i risultati rivenienti da diversi partecipanti possano essere facilmente comparati. Un tipico esempio di questo tipo di progetti è rappresentato da Galaxy Zoo nel quale centinaia di migliaia di partecipanti hanno classificato galassie con i loro computer aiutando gli astronomi nelle loro ricerche.
- Osservazioni ambientali ed ecologiche:  progetti focalizzati sul monitoraggio ambientale o su osservazioni riguardanti la flora e la fauna. Un esempio è rappresentato dal progetto britannico Big Garden Birdwatch per l'osservazione e l'identificazione di uccelli con lo scopo finale di far acquisire una consapevolezza sugli aspetti di conservazione della natura e dei vari tipi di uccelli. Nel 2017 è stato lanciato un progetto europeo gruppo di ricercatori dell'Università di Berna per la mappatura della farfalla Vanessa atalanta che è nota per la sua migrazione nel continente europeo, i cui avvistamenti da parte di appassionati entomologi potranno essere comunicati tramite un sistema di portali web e applicazioni sviluppate per i dispositivi mobili[22].
- Rilevazioni partecipate (Participatory sensing): è una tipologia simile alla precedente ma i partecipanti hanno un maggiore controllo sui processi. Due esempi sono: il progetto EveryAware, in cui i partecipanti hanno usato i loro smartphone per monitorare il livello di rumore nei pressi dell'aeroporto Heathrow di Londra mediante un software fornito dagli organizzatori del progetto; l'applicazione mobile LastQuake[23], gestita dal Centro Sismologico Euro-Mediterraneo, che colleziona le testimonianze degli utenti che hanno avvertito una scossa sismica per offrire un'informazione appropriata in tempo reale sullo scuotimento del suolo e i possibili danni provocati.
- Scienza civica e di comunità (Civic/Community science):  in cui il progetto è iniziato e guidato da gruppi di partecipanti che identificano un problema che li riguarda. Un esempio è il progetto SafeCast emerso a seguito del terremoto di Fukushima per sviluppare un rilevatore fai-da-te (DIY)  di radiazioni che i cittadini potessero usare nella loro vita quotidiana. La proposta è culminata nell'implementazione di un rilevatore a basso costo con il quale vengono forniti dati al sito di riferimento del progetto.

Una classificazione alternativa dei progetti di Citizen science ancora in relazione al coinvolgimento dei partecipanti e delle tecnologie impiegate è quella proposta da Chandra Clarke in cui, fra l'altro, viene evidenziata la modalità di partecipazione set and forget  che prevede la semplice messa a disposizione delle risorse computazionali dei dispositivi informatici dei partecipanti a progetti scientifici ed umanitari assimilando alla citizen science i progetti di calcolo distribuito e volunteer computing.

## Etica
Numerosi studi riportano quale possa essere una etica per il governo della Citizen science riguardo soprattutto ad argomenti quali i suoi ambiti, gli aspetti progettuali e la proprietà intellettuale  (ad esempio).  La Citizen Science Association (CSA), supportata, tra gli altri, dal Cornell Lab of Ornithology e la European Citizen Science Association (ECSA), presso il Museum für Naturkunde di Berlino, hanno gruppi di lavoro sulle tematiche dell'etica e dei principi della Citizen science. 
A settembre 2015, la European Citizen Science Association (ECSA) ha pubblicato i 'Ten Principles of Citizen Science' redatti dal gruppo di lavoro "Sharing best practice and building capacity" diretto dal Museo di storia naturale (Londra), con contributi da parte di numerosi membri dell'Associazione.
L'etica medica relativa al crowdsourcing in internet, in particolare, è stato analizzato da Graber & Graber in the Journal of Medical Ethics i quali hanno analizzato gli effetti dei games in generale e del progetto in crowdsourcing Foldit in particolare. Essi concludono che: "i giochi possono avere possibili effetti negativi, e che possono manipolare l'utilizzatore durante la partecipazione."